# Donna guerriera

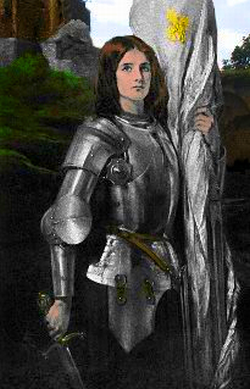
Santa Giovanna d'Arco, la "pulzella d'Orleans", donna guerriera per eccellenza della tradizione storica occidentale.

Quella della giovane donna guerriera è un'immagine archetipica raffigurante un personaggio femminile, spesso di sangue reale, con un carattere forte e coraggioso; qualità che, secondo la concezione comune, appartengono tipicamente al genere maschile, il che mette la donna guerriera allo stesso livello degli uomini più valorosi. È la rappresentazione antitetica della damigella in pericolo.

## Caratteristiche
Secondo la tradizione letteraria medioevale della fanciulla o "vergine guerriera" questa appartiene ad una famiglia reale, o quantomeno dell'alta nobiltà, la quale assume provvisoriamente una funzione maschile di comando; requisito indispensabile perché possa essere accettata in questo ruolo è il rispetto della sua condizione di verginità: perdendo l'innocenza sessuale verrebbe privata del carisma necessario al comando diventando di colpo una donna come tutte le altre.
Solo dopo aver eseguito il proprio compito, al termine di tutte le battaglie assegnatele, ella può accettare di sposarsi con un uomo; ma sempre a condizione ch'egli riesca a superare una certa prova che ne dovrà dimostrare il valore.
Vi sono varie ipotesi riguardo alla formazione e allo sviluppo d'una tale figura, con diverse teorie circa la sua origine e l'importanza che questo concetto poteva avere. Si avanza l'idea che la società arcaica, dominata ancora dai culti rituali inneggianti alla Natura erano ancora essenzialmente matriarcali, potevano quindi creare modelli costituiti da personaggi femminili forti; la magia naturale e il paganesimo delle origini si sarebbe ad esempio riflettuto nelle immagini mitologiche delle Valchirie, le nove donne guerriere della mitologia norrena.
Un'indagine comparata sui miti arcaici d'Oriente ed Occidente divide i personaggi mitologici femminili in due categorie, da una parte la vergine guerriera e dall'altra la fanciulla destinata a diventare una brava moglie e madre; la prima categoria è costituita dalle ragazze che si trovano in una fascia d'età per lo più adolescenziale e che pertanto possono essere ancora per un tempo limitato assimilate al mondo e alla realtà dei giovani uomini, godendo di una relativa libertà sessuale associata al combattimento e all'esercizio nelle arti marziali o in alternativa in quelle intellettuali (Ganika nel mondo indo-ariano e la figura dell'Etera in quello greco).
L'incarnazione mitologica di tali gruppi sociali è rivelata anche dalle Apsaras induiste, dalle sorelle irlandesi Mórrígan e così via.
In certi casi possono giungere fino al punto di morire sul campo di battaglia; secondo questa versione l'immagine della fanciulla guerriera si trasforma nel ricordo in esempio che accompagna i soldati in guerra. Nella letteratura mondiale, ma soprattutto europea, vi è una chiara linea di successione tra le donne guerriere: gli antichi miti greci riguardanti le Amazzoni penetrano nel mondo medioevale per giungere fino al romanticismo e risorgere in nuove forme più moderne nel XX secolo. Lo stesso percorso di emancipazione e autonomia della donna, dal femminismo al lesbismo, è intriso dell'archetipo della donna guerriera.
Vi è un ramo separato del mito, ma degno di nota in quanto costituito da una certa originalità: le saghe riguardanti fanciulle guerriere sono una caratteristica distintiva della letteratura islandese: se in altre tradizioni letterarie si verifica sporadicamente l'apparizione di immagini femminili dominanti, nell'antica letteraria d'Islanda vi è un particolare tipo di genere di saghe cavalleresche. Storie basate su sovrane autocratiche che rifiutano in toto l'idea del matrimonio e quindi della sottomissione ad un uomo in quanto ciò minaccerebbe la solidità del regno, indebolirebbe il loro potere provocando una perdita di status sociale.
Nelle saghe cavalleresche per le eroine di queste storie vi è una designazione speciale, esse vengono difatti chiamate "meykongr" ovvero grande signore/sovrano ed esse stesse si definiscono sempre re-kongr e mai regine-drottning.

### Mondo moderno
Lo stereotipo della "donna maschile, che si comporta come un uomo" all'interno della cultura popolare si è attivamente ampliato durante gli anni '70 del '900, a causa anche dello sviluppo del movimento femminista in tutto l'Occidente: cominciò a declinare la tipica protagonista femminile costituita dalla passiva e inerme fanciulla in pericolo, fortemente assimilata all'idea della necessità per essa di difesa maschile.
Lo stereotipo contemporaneo raffigura una donna eccezionale e indipendente, che si sforza di raggiungere da sola i propri obiettivi, posizionandosi così all'antitesi dei ruoli tipici creati all'interno del tradizionale modello patriarcale sociale. Quest'immagine si riverbera e può essere facilmente utilizzata anche nelle opere artistiche del mondo moderno, un esempio cinematografico è quello dato dal sottogenere Girls with guns.
A differenza di altre immagini di donne forti, la femme fatale o il maschiaccio, quello della vergine guerriera continua a sussistere nelle opere creative maschili, senza perdere nulla della propria essenziale femminilità. Inoltre la cultura di massa sembra aver perduto completamente l'ideale dell'amor cortese medioevale della principessa da salvare.

## Esempi storici

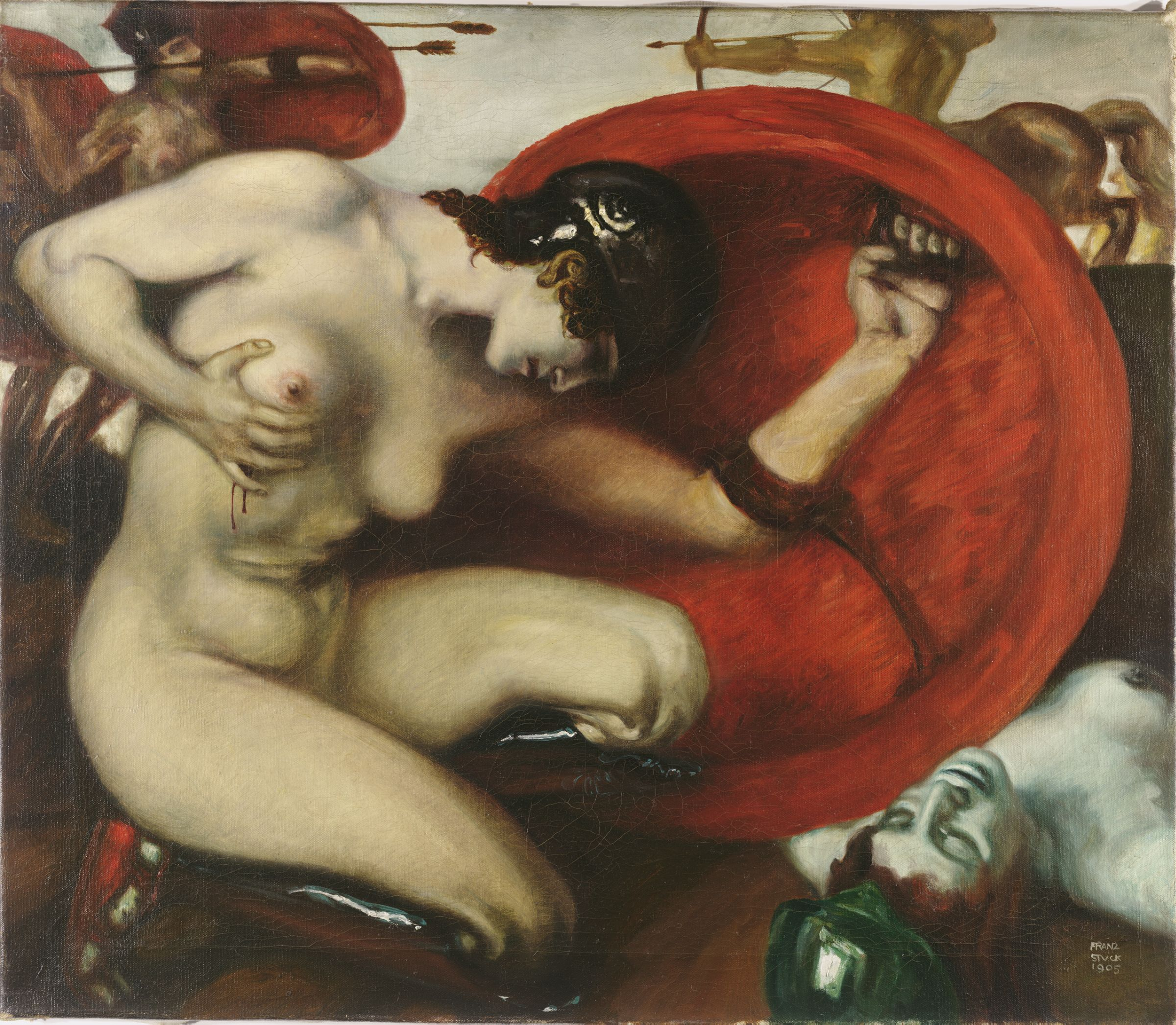
Amazzone ferita, Franz von Stuck 1903.

- La regina ionica di Caria Artemisia I, che accompagnò Serse nella sua campagna contro i greci ed avuto un posto di comandante durante la battaglia di Salamina. Si ritiene che fu a causa sua se il persiano pronunciò la frase: i miei uomini son diventati donne, mentre le donne son come gli uomini.
- Nel suo Sul coraggio delle donne lo storico greco-romano Plutarco descrive come le donne di Argo hanno combattuto contro re Cleomene I e gli spartani sotto il comando della poetessa Telesilla nel 510 a.C.[8][9]
- Le Amazzoni erano un'intera tribù, o addirittura un popolo secondo altri, di donne guerriere che sarebbero vissute nell'epoca più arcaica delle storia greca (prima della guerra di Troia). Il loro nome, assieme a quello delle loro regine, è divenuto eponimo per descrivere le donne mascoline, forzute ed atletiche.
- Arpalice, una delle figlie di Arpalico, re degli Aminnei in Tracia; essendo rimasta orfana di madre in tenera età, fu cresciuta da suo padre con latte di mucca e di cavalla e addestrata come un uomo. Dopo la morte del padre andò a vivere nei boschi e divenne una brigantessa: era così veloce nel correre che i cavalli non erano in grado di starle dietro.
- Nella mitologia britannica, la regina Cordelia ha sconfitto diversi pretendenti al trono e condotto direttamente l'esercito in battaglia.
- La regina britannica Boadicea e la Regina Gwendolen
- Le sorelle guerriere vietnamite Trung (12-43) le quali guidarono la campagna di liberazione nazionale contro i cinesi.
- Esempi di donna gladiatrice.
- La regina di Palmira Zenobia, che ha combattuto contro l'impero romano.
- La principessa cinese Zhao di Pingyang (598-623), che ha riunito e comandato l'esercito in battaglia.
- Sajàh bint al-Harith ibn Suaeed, secondo la tradizione islamica una falsa profetessa, nonché comandante militare, del VII secolo.
- Ethelfleda, la figlia di Alfredo il Grande.
- La regina Tomiri dei Massageti.
- Giovanna d'Arco
- La principessa musulmana Amina di Zaria.
- Caterina Sforza, che ha guidato la difesa di Forlì contro le forze di Cesare Borgia.
- Beatrice d'Este, di cui è detto esplicitamente che cavalcasse come un uomo[10] e fosse pratica nell'uso di diverse armi (fra cui la balestra);[11] nel 1495, "tutta animata dal soffio virile", sul campo di battaglia spronò con successo l'esercito a incalzare l'invasore.[12]
- Cia Ordelaffi, signora di Cesena e Forlì, che difese nel 1353 Cesena dalle truppe di Egidio Albornoz per conto di Papa Innocenzo VI intenzionato a riconquistare le terre romagnole.
- La principessa mongola Mandukhai Khatun.
- Onna-bugeisha, donna-samurai, e Kunoichi, donna-ninja.
- Tomoe Gozen (1157? – 1247) l'unica onna-bugeisha descritta nella letteratura epica della tradizione samurai
- Nakano Takeko (1847–1868), onna-bugeisha del dominio Aizu
- Stamira (prima del 1173-1174), la donna che si oppose all'imperatore Federico I di Hohenstaufen, detto il Barbarossa.
- La cosacca Alena (Alyona) Arzamasskaya-Temnikovsky.
- Nadežda Andreevna Durova, primo ufficiale donna dell'esercito russo.
- Marija Leont'evna Bočkarëva, militare russa comandante dei battaglioni femminili della morte.
- Vari ritrovamenti di donne norrene sepolte con armi.[13]

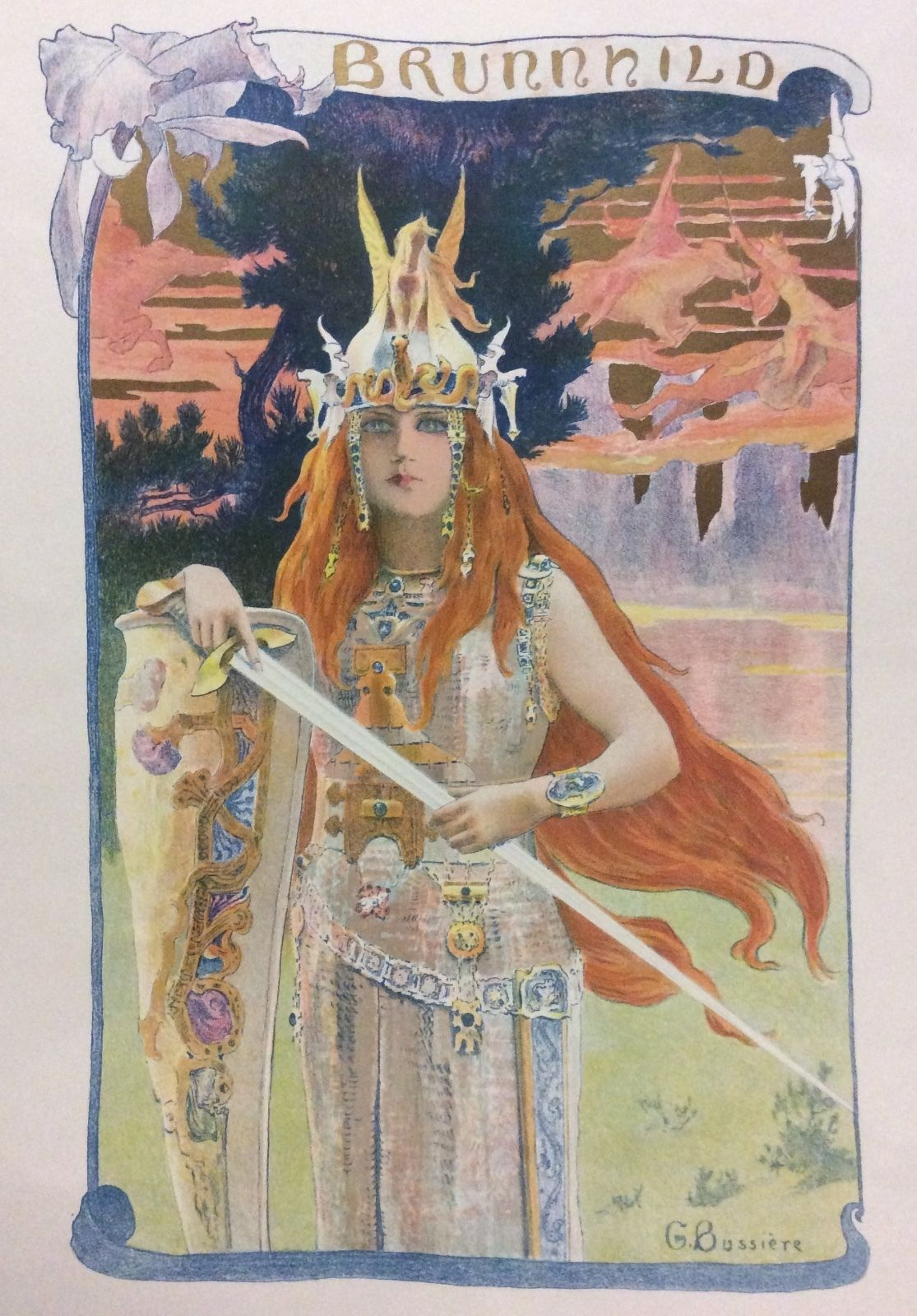
Brunilde, Gaston Bussière 1897.

## Nella mitologia
- La Dea guerriera sumera Inanna e la dea degli inferi Allat.
- La babilonese Ishtar, uno dei suoi epiteti era "il guerriero".
- L'induista Durgā.
- Atena, la Minerva romana, Bellona.
- Le egizie Anat e Sekhmet.
- Le irlandesi Badb, Macha e Mórrígan.
- La scandinava Freya.
- L'iranica Anahita.
- La greca Enio, furibonda compagna di Ares, e la sorella di Apollo, Artemide (vergine cacciatrice).
- Atalanta (mitologia)
- Le Valchirie del folklore nordico.
- Ixchel, con una bocca spalancata che indicherebbe il cannibalismo.

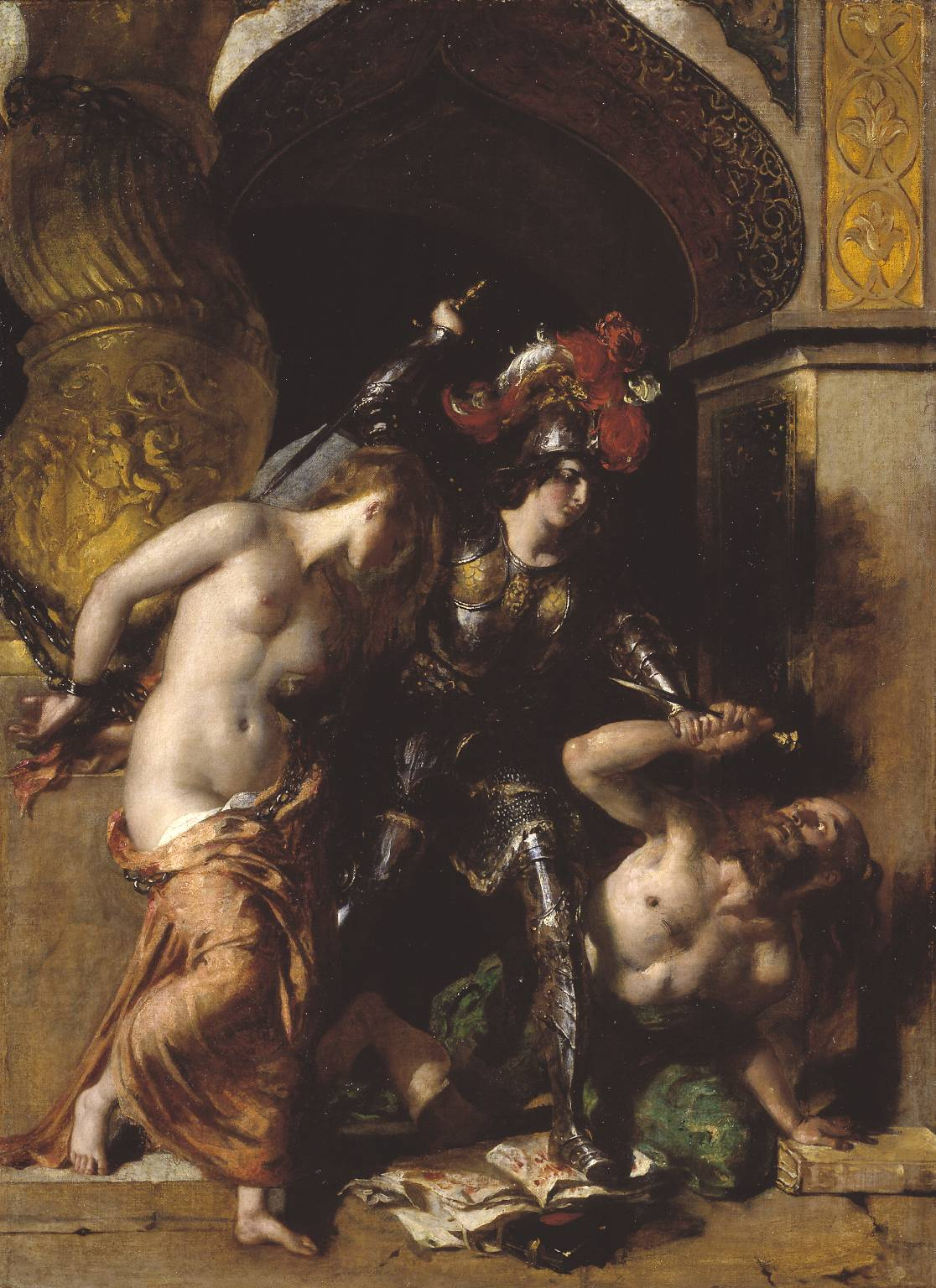
Britomart riscatta Faire Amoret, William Etty (1833)

## In letteratura
- Camilla, personaggio dell'Eneide, regina dei Volsci e alleata di Turno, re dei Rutuli. Trova la morte in battaglia, venendo uccisa da Arunte.
- Brunilde, personaggio della Canzone dei Nibelunghi, ha promesso di sposare solo chi riuscirà a sconfiggerla in battaglia.
- Scáthach ("Ombrosa") è un'eroina del Ciclo dell'Ulster nella mitologia irlandese.
- Bradamante, personaggio del ciclo carolingio.
- Marfisa, personaggio dellOrlando Innamorato di Matteo Maria Boiardo e dellOrlando furioso di Ludovico Ariosto
- Clorinda, personaggio della Gerusalemme liberata di Torquato Tasso.
- Britomart, personaggio de La regina delle fate di Edmund Spenser.
- Tutta l'opera La Valchiria di Richard Wagner è incentrata sulla figura della donna guerriera.
- Hua Mulan, eroina dell'opera La ballata di Mulan
- Yde, protagonista della chanson de geste Yde et Olive. Si traveste con abiti maschili per sfuggire al padre incestuoso, diventa un cavaliere e infine viene trasformata da un angelo in vero uomo.
- Éowyn, personaggio de Il Signore degli Anelli di J.R.R. Tolkien.
- Oscar François de Jarjayes, personaggio di Lady Oscar di Riyoko Ikeda
- Jirel di "Jirel di Joiry", eroina uscita dalla penna di C. L. Moore, e Agnes de Chastillon, protagonista dei racconti di Robert E. Howard, nonché le Libere Amazzoni del Ciclo di Darkover di Marion Zimmer Bradley.
- Ombra di Lancia e Goccia di Fiamma del Ciclo delle Amazzoni di Gianluigi Zuddas.
- Caska, personaggio di Berserk di Kentaro Miura.
- Brienne di Tarth e Daenerys Targaryen, personaggi de Le Cronache del Ghiaccio e del fuoco di George R. R. Martin.